# Лавыгин, Сергей Валерьевич
Серге́й Вале́рьевич Лавы́гин (род. 27 июля 1980, Москва, РСФСР, СССР) — российский актёр театра и кино.
Наибольшую популярность актёру принесла роль повара Арсения (Сени) Чуганина в комедийных телесериалах «Кухня», «Отель Элеон», «Гранд» и «СеняФедя».

## Биография
Родился 27 июля 1980 года в Москве. В 2001 году окончил Высшее театральное училище имени М. С. Щепкина (мастерская В. А. Сафронова). С 2001 года работает в Московском театре юного зрителя.
Наиболее известен по роли повара Арсения Чуганина в комедийном сериале «Кухня», который транслировался на телеканале СТС с 2012 по 2016 год. После завершения сериала было объявлено, что Сергей Лавыгин сыграет роль Арсения в спин-оффе сериала, получившем название «Отель Элеон».
Играл в постановках «Два клёна», «Оловянные кольца», «Романтики», «Свидетель обвинения», «Невероятные приключения», «Питер Пэн» и других. Принял участие в программе «Большая разница» и вёл телевизионный проект «Сериалити» на канале Man-TV. Его кинодебют состоялся в картине «Здравствуй, столица» в 2003 году. Снимался в других сериалах телеканала СТС и в специальном кино-проекте телеканала Disney «Счастье — это…».
В фильмографии Лавыгина множество комедийных ролей, но в 2013 году он снялся в драме «Жажда». Это роль была отмечена, как одна из лучших в работе актёра. Сыграл роль майора Егорова в сериале «Скрытая камера», который транслировался на телеканале О2ТВ.

## Личная жизнь
Партнёрша — Анна Бегунова, актриса кино и дубляжа. Сын Фёдор (род. 4 февраля 2016 года).
Жена — Мария Луговая, актриса. Поженились 25 января 2020 года. 31 июля 2022 года родилась дочь Марта. 5 октября 2024 года родился сын Андрей.

## Фильмография
| Год       |     | Название                              | Роль |
| --------- | --- | ------------------------------------- | --- |
| 2003      | с   | Next-3                                | охранник развлекательного центра (седьмая серия) |
| 2004      | ф   | Неуправляемый занос                   | Федя |
| 2005      | с   | Зона                                  | Капустин, лейтенант милиции |
| 2007      | с   | След                                  | Романов |
| 2009      | с   | Лапушки                               | Роман Сивуш |
| 2009      | с   | Из жизни капитана Черняева            | Кашкин, сотрудник ФСИН (фильм второй «Без суда и следствия») |
| 2009      | кор | Казроп                                | снимался |
| 2010      | с   | Любовь и прочие глупости              | Борис |
| 2010      | с   | Детективное агентство «Иван да Марья» | Борис Крайнев |
| 2012—2016 | с   | Кухня                                 | Арсений Андреевич Чуганин |
| 2012      | ф   | В Россию за любовью!                  | доктор |
| 2013      | с   | Жажда                                 | Пашка |
| 2013      | ф   | Горько!                               | дядя Толя |
| 2013      | с   | Супергерои                            | снимался |
| 2014      | ф   | Кухня в Париже                        | Арсений Андреевич Чуганин |
| 2014      | ф   | Горько! 2                             | дядя Толя |
| 2014      | кор | Нечаянно                              | Юра |
| 2014      | с   | Поиски улик                           | Семён |
| 2015      | тф  | Счастье — это...                      | Игорь |
| 2015      | ф   | Самый лучший день                     | Валентин |
| 2015—2017 | с   | Мамочки                               | Роман (Рома) Александрович Мельников |
| 2016      | ф   | Страна чудес                          | Анатолий |
| 2016      | ф   | Новые русские                         | сын |
| 2016—2017 | с   | Отель Элеон                           | Арсений Андреевич Чуганин |
| 2017      | ф   | Кухня. Последняя битва                | Арсений Андреевич Чуганин |
| 2018      | ф   | Ну, здравствуй, Оксана Соколова!      | капитан полиции |
| 2018      | с   | Гранд                                 | Арсений Андреевич Чуганин |
| 2018      | с   | Большая игра                          | Геннадий Шкаликов, помощник главного тренера сборной России по футболу, старший лейтенант военной части № 327814                                                   |
| 2018—2022 | с   | СеняФедя                              | Арсений Андреевич Чуганин, повар |
| 2018      | с   | Звоните ДиКаприо!                     | актёр сериала Сергей |
| 2019      | ф   | Лёд 2                                 | тренер хоккейной команды Вячеслав Иванович |
| 2020      | с   | Кухня. Война за отель                 | Арсений Андреевич Чуганин |
| 2021      | ф   | Рашн Юг                               | Олег |
| 2021      | с   | Совершенно летние                     | Олег |
| 2022      | с   | Капельник                             | Геннадий Евгеньевич Проскурин |
| 2022      | с   | Нина                                  | Алекс, первый муж Нины, папа Даши, неудачливый стартапер |
| 2022      | с   | Против всех                           | Виктор Захарович Занозин / Герман Захарович Занозин / с третьего сезона — Михаил Сергеевич Воронцов, братья-близнецы, сыновья Захара и Раисы. Родились в 1977 году |
| 2023      | ф   | Чебурашка                             | Толя, муж Тани и папа Гриши |
| 2024      | ф   | Лёд 3                                 | Сергей Иванович, тренер команды, заместитель президента клуба |
| 2024      | ф   | Финист. Первый богатырь               | Мелёха |
| 2025      | ф   | Чебурашка 2                           | Толя, папа Гриши, муж Тани |